# Imereti Királyság
Az Imereti Királyság történelmi állam Kaukázusban, amely a Grúz Királyság vazallusaként jött létre, grúzul: იმერეთის სამეფო, törökül: İmereti Krallığı, oroszul: Имеретинское царство, illetve egyszerűen Imereti, amely állam 1260-től 1810-ig létezett, előbb az Oszmán Birodalom, majd az Orosz Birodalom függő államaként de facto függetlenségben. A mai Imereti Grúzia közigazgatási régiója.

## Az állam adatai
A Imereti Királyság területe nagyjából a mai grúz közigazgatási régiójának számító Imereti kiterjedésével egyezik meg.

## Története

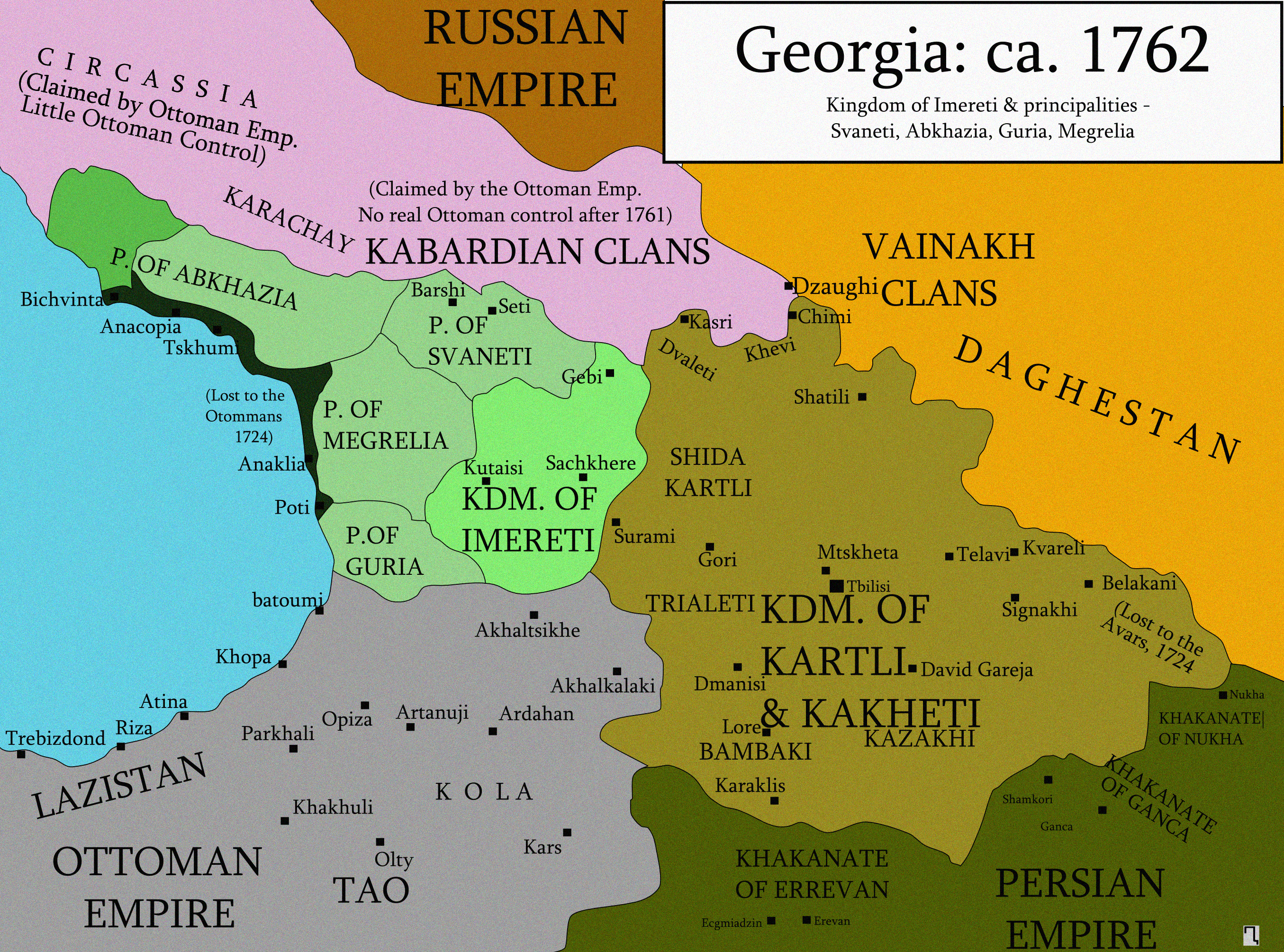
Imereti a XVIII. században.

Alapításakor a Szeldzsuk-dinasztia erzerumi oldalága, majd annak női ága, Grúzia uralkodó dinasztiájának, a Bagrationi-háznak az oldalága uralkodott az országban, amit időnként megszakítottak az Abasidzse család tagjai.
A Szeldzsuk-dinasztia grúziai királyai VI. Dávid (Narin) (1225 körül–1293), 1245-től grúz királynak, Muhammad Mugith-ud-Din Turkán Sah/Gijász ad-Din (Demeter) erzurumi szeldzsuk herceg és I. Ruszudani grúz királynő fiának a férfi ági leszármazottai voltak.
A Szeldzsuk-ház 1292-ig uralkodott egész Grúziában, de Imeretiben egészen a XV. századig fennmaradtak, mikor átadták a helyüket az eredeti uralkodóháznak, a Bagrationi-dinasztiának, mely női ágon a Szeldzsuk-ház folytatója volt.